# Coelops frithii
Coelops frithii је сисар из реда слепих мишева (Chiroptera).

## Угроженост
Ова врста је наведена као последња брига, јер има широко распрострањење и честа је врста.

## Распрострањење
Ареал врсте покрива средњи број држава. 
Врста има станиште у Кини, Индији, Тајланду, Лаосу, Вијетнаму, Бурми, Индонезији, Бангладешу, Малезији и Камбоџи.

## Станиште
Станиште врсте су шуме. 
Врста је присутна на подручју острва Суматра у Индонезији.